# Ṯ
La T con macrón suscrito (Mayúscula: Ṯ minúscula: ṯ), es un grafema usado en la escritura de los idiomas dhangu-djangu, gumatj, mapudungun, murle, nobonob, Saanich, uduk, y en algunas romanizaciones romanización o la transcripción de lenguas semíticas.  Esta es la letra T diacrítico de un macrón suscrito.  No debe confundirse con T̲, t̲.

## Uso
En el alfabeto mapudungun unificado, /ṯ/ representa una oclusiva dental sorda, /t̪/.

## Codificación
La T con macrón suscrito se puede representar con los siguientes caracteres Unicode:
| Carácter      | Ṯ                                      | Ṯ                                      | ṯ                                    | ṯ                                    |
| ------------- | -------------------------------------- | -------------------------------------- | ------------------------------------ | ------------------------------------ |
| Unicode       | LATIN CAPITAL LETTER T WITH LINE BELOW | LATIN CAPITAL LETTER T WITH LINE BELOW | LATIN SMALL LETTER T WITH LINE BELOW | LATIN SMALL LETTER T WITH LINE BELOW |
| Codificación  | decimal                                | hex                                    | decimal                              | hex                                  |
| Unicode       | 7790                                   | U+1E6E                                 | 7791                                 | U+1E6F                               |
| UTF-8         | 225 185 174                            | E1 B9 AE                               | 225 185 175                          | E1 B9 AF                             |
| Ref. numérica | &#7790;                                | &#x1E6E;                               | &#7791;                              | &#x1E6F;                             |